# 카리아어
카리아어(Carian)는 아나톨리아어파의 언어 중의 하나이다. 리키아어보다는 리디아어에 좀 더 가까우며 카리아인들이 이 언어를 썼었다. 많은 고유명사에서 이 언어의 흔적이 나타나며, 비문 등에서도 다소나마 카리아어를 찾을 수 있다.

## 카리아 문자
카리아 문자(Carian script)는 카리아어를 기록하는 사용되었다. 문자는 약 45개의 알파벳으로 구성되어 있다. 
카리아 문자 비문이 카리아와 나일 삼각주에서 발견되었고 이집트에서 카리아 용병들이 이집트 파라오를 위해 싸웠다. 
많은 카리아 알파벳의 부호들이 그리스 문자와 흡사하지만 음값은 일반적으로 매우 다르다. 
| 문자   | 카리아 음       | 그리스 음 |
| ------ | --------------- | --------- |
| Α      | a               | a         |
| Γ      | b               | g         |
| Δ      | l               | d         |
| E      | ù               | e         |
| F      | r               | w         |
| I      | λ a liquid, l/r | z         |
| Θ      | q               | th        |
| Λ      | b               | l         |
| Ϻ (Μ?) | s               | s (m?)    |
| N      | m               | n         |
| Ο      | o               | o         |
| Π ?    | k               | p         |
| Ϙ      | t               | q         |
| Ρ      | š               | r         |
| C      | d               | s         |
| X      | x               | t         |
| Φ      | ñ               | ph        |
| Ψ      | n               | ps        |

## 해독
카리아 비문을 해독하려는 다양한 시도가 20세기에 행해졌었는데 1960년 대 러시아의 연구자 비탈리 세보로슈킨은 문자가 음절 또는 반음절 문자라는 초기의 가정들이 틀렸음을 보였다. 그러나 그는 문자를 해독하는 데 실패하였는데 그리스 문자와 닮은 문자들의 음값을 당연히 같다고 여겼기 때문이었다. 
문자는 최종적으로 이집트 학장 존 D. 레이에 의해 해독되었다. 그는 카리아어-이집트어 두 개의 언어로 된 비문을 사용하였다. 그것은 그때까지 무시당하고 있었다. 
그는 문자에 본질적으로 다른 값을 할당하여 회의를 불러일으켰지만 이그나키오-자비어 아디에고 왕 디터 쉬러에 의한 1990년대 초의 가다듬질에 의해 해독은 받아들여졌다. 1996년에 새로운 두 개 언어로 된 비문의 발견은 그들 해독의 필수적인 유효성을 확인하였다.

## 참고 문헌
- Adiego, I.J. The Carian Language. Leiden: Brill, 2006.
- Davies, Anna Morpurgo, "Decipherment" in International Encyclopedia of Linguistics, William J. Frawley, ed., 2nd ed. (Oxford, 2003) I:421.
- Michael Everson, "Proposal to encode the Carian script in the SMP of the UCS", ISO/IEC JTC1/SC2/WG2 N3020R, 2006-01-12. full text 보관됨 2016-06-12 - 웨이백 머신.  Contains many useful illustrations and tables.
- Schürr, Diether, "Zur Bestimmung der Lautwerte des karischen Alphabets 1971-1991", Kadmos 31:127-156 (1992).
- Swiggers & Jenniges, in: P.T. Daniels & W. Bright (eds.), The World's Writing Systems (New York/Oxford, 1996), pp. 285-286.